# Phylloxylon phillipsonii
Phylloxylon phillipsonii é uma espécie vegetal da família Fabaceae.
Apenas pode ser encontrada no Madagáscar.